# Ärten (Leksands socken, Dalarna)
Ärten är en sjö i Leksands kommun i Dalarna och ingår i Dalälvens huvudavrinningsområde. Sjön är 14,5 meter djup, har en yta på 0,243 kvadratkilometer och befinner sig 286,1 meter över havet. Sjön avvattnas av vattendraget Rogsån (Fjällgrycksån). Vid provfiske har abborre, gädda, lake och mört fångats i sjön.

## Delavrinningsområde
Ärten ingår i det delavrinningsområde (674386-148172) som SMHI kallar för Inloppet i Fjällgrycken. Medelhöjden är 335 meter över havet och ytan är 5,93 kvadratkilometer. Räknas de 3 avrinningsområdena uppströms in blir den ackumulerade arean 35,11 kvadratkilometer. Rogsån (Fjällgrycksån) som avvattnar avrinningsområdet har biflödesordning 4, vilket innebär att vattnet flödar genom totalt 4 vattendrag innan det når havet efter 253 kilometer. Avrinningsområdet består mestadels av skog (92 procent). Avrinningsområdet har 0,24 kvadratkilometer vattenytor vilket ger det en sjöprocent på 4,1 procent.